# Hermann Wilbrand
Hermann Wilbrand (* 22. Mai 1851 in Gießen; † 17. September 1935 in Hamburg) war ein deutscher Neuro-Ophthalmologe. Sein Großvater war Johann Bernhard Wilbrand (1779–1846), sein Vater Franz Joseph Julius Wilbrand (1811–1894).

## Leben

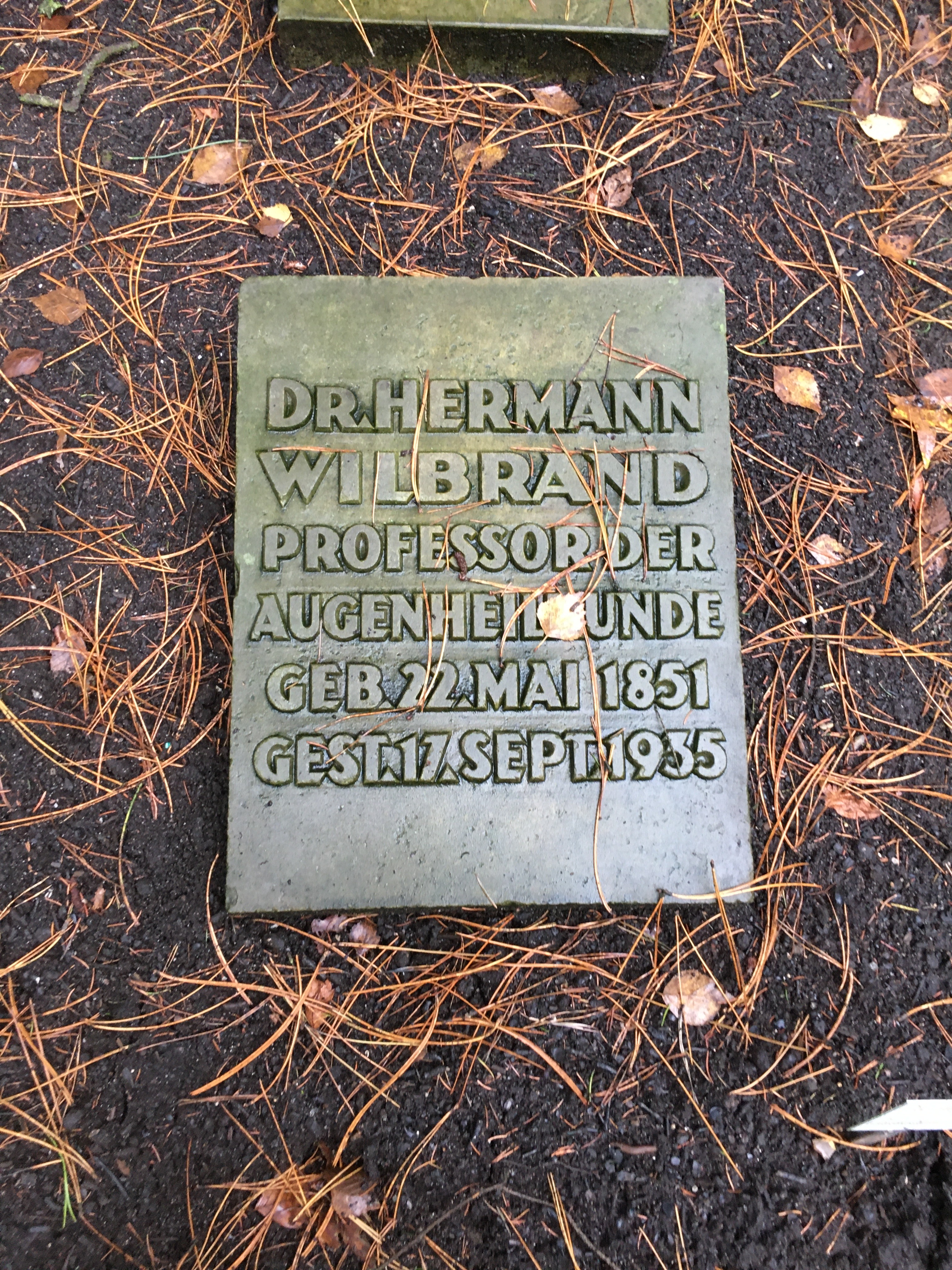
Kissenstein auf dem Friedhof Ohlsdorf

Wilbrand studierte in Gießen und Straßburg, wo er 1875 promoviert wurde. Er wurde in Straßburg Assistent bei Ludwig Laqueur (1839–1909) und in Breslau bei Carl Friedrich Richard Förster (1825–1902).
1886 wurde er Mitglied der Leopoldina. 1905 wurde er in Hamburg Leiter der ophthalmologischen Abteilung des Allgemeinen Hospitals und 1919 ordentlicher Professor.
Hermann Wilbrand wurde in der Familiengrabstätte auf dem Friedhof Ohlsdorf in den Planquadraten AB 11/AC 11 südöstlich von Kapelle 8 beigesetzt. Dort erinnert ein Kissenstein an ihn.

## Schriften
- Die Seelenblindheit als Herderscheinung und ihre Beziehungen zur homonymen Hemianopsie, zur Alexie und Agraphie. Wiesbaden 1886.
- Die hemianopischen Gesichtsfeldformen und das optische Wahrnehmungscentrum. Wiesbaden, 1890.
- Mit Alfred Saenger (1860–1921): Über Sehstörungen bei funktionellen Nervenleiden. Leipzig 1892.
- Mit Staelin: Die Erhohlungsausdehnung des Gesichtsfeldes. Wiesbaden 1896.
- Mit Staelin: Über die Augenerkrankungen in der Frühperiode der Syphilis. Hamburg und Leipzig, 1897.
- Hermann Wilbrand und Alfred Saenger [Hrsg.]: Die Neurologie des Auges: ein Handbuch für Nerven- und Augenärzte. Wiesbaden, Verlag von J.F. Bergmann, 9 Bände. 1900–1922.
- Mit Carl Behr (1876–1943): Die Theorie des Sehens. Wiesbaden 1913.
- Der Faservelauf durch das Chiasma und die intrakraniellen Sehnerven. Berlin 1929.